# فرانك ميلر (لاعب كريكت)
فرانك ميلر (بالإنجليزية: Frank Miller)‏ (8 أبريل 1880 - 3 يونيو 1958) هو لاعب كريكت جنوب أفريقي.

## وصلات خارجية
- فرانك ميلر على موقع إي آس بي آن كريك إنفو (الإنجليزية)